# Komisariat Straży Celnej „Rychtal”

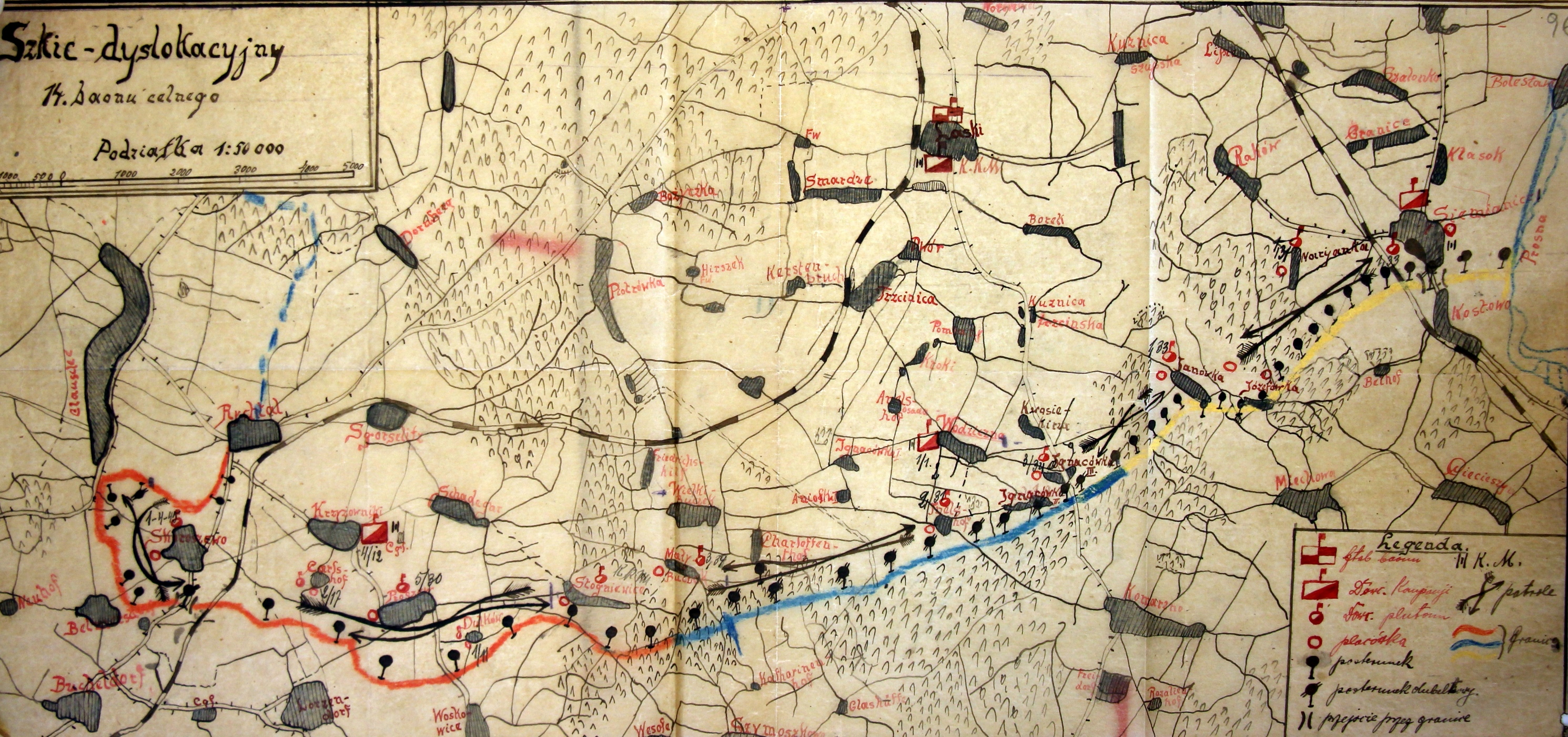
Rozmieszczenie 14 batalionu celnego

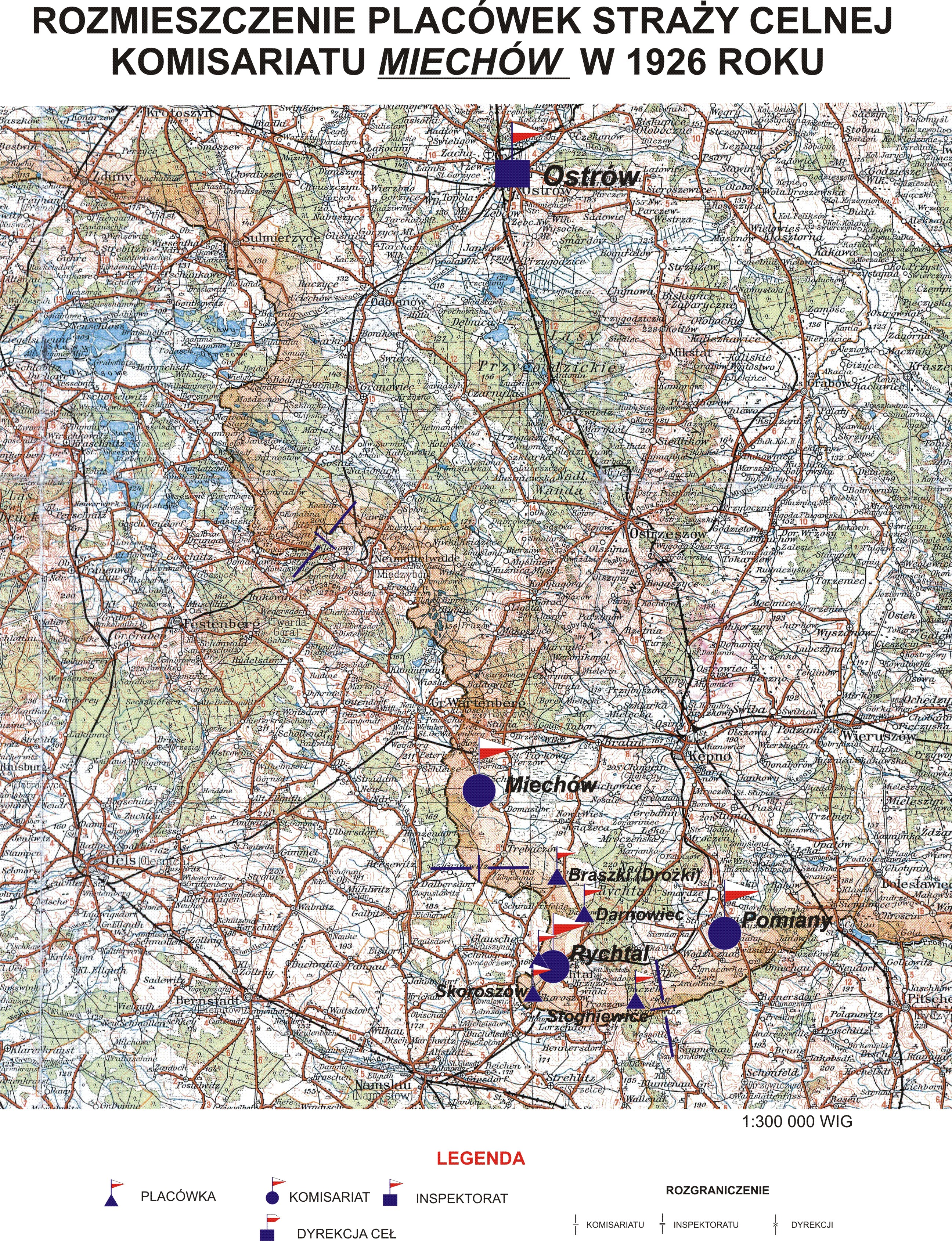
Rozmieszczenie placówek Straży Celnej Komisariatu Rychtal w 1926 r.

Komisariat Straży Celnej „Rychtal” – jednostka organizacyjna Straży Celnej pełniąca służbę ochronną na granicy polsko-niemieckiej w latach 1921–1927.

## Formowanie i zmiany organizacyjne
W wyniku Traktatu Wersalskiego miasto Rychtal i jego okolice zostały przyznane Polsce. Wykonując jego postanowienia, w dniu 19 stycznia 1920 roku do Rychtala wkroczyli żołnierze 12 pułku Strzelców Wielkopolskich. Początkowo ochronę granicy państwowej gwarantowali żołnierze regularnych oddziałów wojska.
Potem przejęły ją Bataliony Celne.
Na wniosek Ministerstwa Skarbu, uchwałą z 10 marca 1920 roku, powołano do życia Straż Celną. W 1921 roku na terenie Rychtala stacjonował sztab 4 kompanii 14 batalionu celnego. 4 kompania wystawiła między innymi placówkę w Rychtalu. Od połowy 1921 roku jednostki Straży Celnej rozpoczęły przejmowanie odcinków granicy od pododdziałów Batalionów Celnych.
Od 4 kompanii 14 batalionu celnego, w nocy 23 października 1921 roku o godz.0:00 służbę na granicy przejęła Straż Celna. Strażnicy byli absolwentami III kursu Szkoły Straży Celnej w Wieleniu. Około 75% z nich było kawalerami. Brali on później za żony miejscowe panny, często narodowości niemieckiej i wyznania ewangelickiego. Siedziba komisariatu mieściła się w Pomianach. Pierwszym kierownikiem komisariatu był komisarz Metody Kalinowski, zastępcą kierownika starszy dozorca Jan Kuchta. Odcinek komisariatu sięgał od Siemianic do Rychtala. Komisariat dysponował placówkami Straży Celnej w Skoroszowie, Krzyżownikach, Proszowie, Stogniewicach i kilku innymi placówkami na terenie przyszłego komisariatu SG „Laski”.
Z dniem 1 stycznia 1923 roku utworzono komisariat Straży Celnej „Rychtal”. W jego skład weszły placówki Drożki, Darnowiec, Rychtal, Skoroszów, Krzyżowniki, Proszów, Stogniewice. Komisariat, wraz ze swoimi placówkami granicznymi, wszedł w podporządkowanie Inspektoratu Straży Celnej „Ostrów”.
W drugiej połowie 1927 roku przystąpiono do gruntownej reorganizacji Straży Celnej. W praktyce skutkowało to rozwiązaniem tej formacji granicznej. Rozporządzeniem Prezydenta Rzeczypospolitej Polskiej Ignacego Mościckiego z 22 marca 1928 roku w jej miejsce powoływano z dniem 2 kwietnia 1928 roku Straż Graniczną.
Rozkazem nr 3 z 25 kwietnia 1928 roku w sprawie organizacji Wielkopolskiego Inspektoratu Okręgowego dowódca Straży Granicznej gen. bryg. Stefan Pasławski powołał komisariat Straży Granicznej „Słupia” z podkomisariatem „Rychtal”, który przejął ochronę granicy od rozwiązywanego komisariatu Straży Celnej.

## Służba graniczna
Sąsiednie komisariaty
- komisariat Straży Celnej „Miechów” ⇔ komisariat Straży Celnej „Pomiany” – 1926

## Kierownicy komisariatu Straży Celnej
| stopień          | imię i nazwisko     | okres pełnienia służby | kolejne stanowisko         |
| ---------------- | ------------------- | ---------------------- | -------------------------- |
| komisarz         | Piotr Siedlecki     | do 1923                | zwolniony z art. 116       |
| podkomisarz      | Jan Dzięciołowski   | V 1923–IX 1924         |                            |
| komisarz         | Marian Czyżak       | 1 X 1924 – 31 III 1926 | zwolniony na własną prośbę |
| komisarz         | Mieczysław Cichocki | 1 V 1926 – 28 VI 1926  | zwolniony z art. 116       |
| starszy komisarz | Andrzej Pokrywka    | 1 IX 1926 – 30 X 1928  | na emeryturę               |

## Struktura organizacyjna
Organizacja komisariatu w 1926 roku:
- komenda – Rychtal
- placówka Straży Celnej „Stogniewice” (Stogniewice)
- placówka Straży Celnej „Proszów”[a]
- placówka Straży Celnej „Skoroszów”[b]
- placówka Straży Celnej „Rychtal” (Rychtal)
- placówka Straży Celnej „Darnowiec” (Darnowiec)
- placówka Straży Celnej „Drożki”[c]